# Fournier RF-6
Pour les articles homonymes, voir Fournier.
Le Fournier RF-6 est un avion monoplan monomoteur d'école et de tourisme franco-allemand.

## Fournier RF-6
À la fin des années 1960 on produisait de nombreux quadriplaces de tourisme en Europe et la firme Sportavia crut identifier en Allemagne de l'Ouest le besoin d’un tri-quadriplace, appareil avec lequel deux parents et deux enfants pouvaient effectuer un déplacement de week-end. Un prototype fut donc commandé à René Fournier en 1969, avec la perspective du soutien financier du gouvernement fédéral allemand. S’écartant sensiblement des motoplaneurs jusqu’alors dessinés par René Fournier, le nouvel avion se présentait comme un monoplan en bois à aile basse cantilever et train tricycle fixe, à moteur Continental O-200 de 100 ch. L’aide fédérale espérée ne se matérialisera pas. Un prototype [D-EHTD] fut tout de même construit, le premier vol ayant lieu en 1973, mais il était trop tard pour lancer un nouvel avion sur le marché.

## Fournier RF-6B
Parallèlement au RF-6 était prévue la réalisation d’une version biplace côte à côte d’école, René Fournier estimant qu’il était possible de proposer une alternative au Cessna 150. Construit en bois, avec des facteurs de charge autorisant la voltige élémentaire (+6G/-3G) mais non alimenté pour le vol sur le dos. L'essai en vol pour la certification précise que « la vitesse ascensionnelle est plutôt décevante et que les enchaînements en voltige conduisent à une perte systématique d’altitude ».
Le prototype prit l’air en 1974 et 50 exemplaires de série furent construits en France jusqu’en 1980. Les droits furent ensuite vendus à Slingsby en Grande-Bretagne, qui réalisa une version en matériaux composites, le Slingsby T67 Firefly qui est utilisé entre autres par la Force aérienne royale de Bahreïn disposant de 3 unités en avril 2020.

## Fournier RF-6C
Évolution quadriplace du RF-6, réalisé en 1973 par René Fournier en collaboration avec Manfred Schliwa sur demande de Sportavia, qui croyait toujours pouvoir placer un appareil européen sur le marché allemand. 4 RF-6C (c/n 6001/6004) ont été construits par Sportavia avant que le moteur Lycoming de 125 ch ne soit remplacé par un O-360 de 180 ch.

## Sportavia RS-180
Version de série du RF-6C à moteur Lycoming de 180 ch. 18 exemplaires seulement ont été construits (c/n 6004/6022).